# Pailhès (Hérault)
Pour les articles homonymes, voir Pailhès.
Pailhès (prononcé [pajɛs] ; en occitan Palhièrs [pa'ʎjɛs]) est une commune française située dans le sud du département de l'Hérault en région Occitanie.
Exposée à un climat méditerranéen, elle est drainée par le ruisseau de Saint-Pierre et par divers autres petits cours d'eau.
Pailhès est une commune urbaine qui compte 608 habitants en 2022, après avoir connu une forte hausse de la population depuis 1962.  Elle fait partie de l'aire d'attraction de Béziers. Ses habitants sont appelés les Pailhésois ou  Pailhésoises.

## Géographie

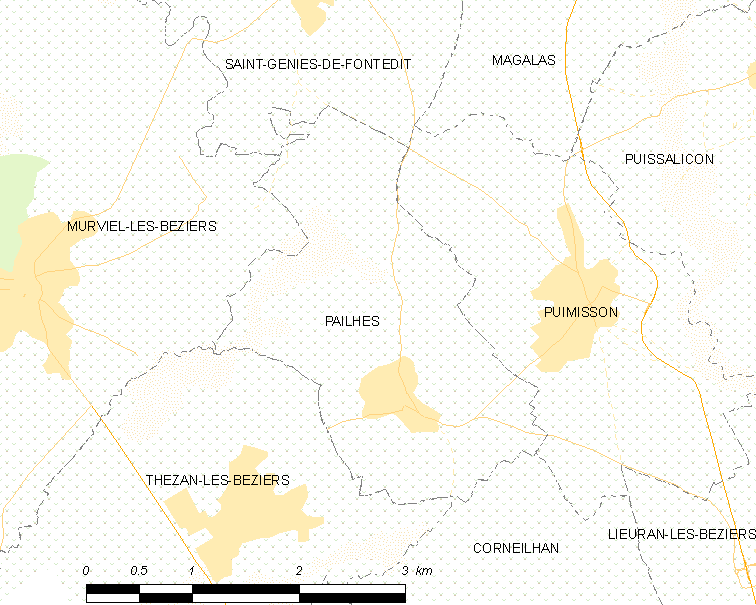
Carte

Pailhès est un village situé dans le Sud de la France, à une trentaine de kilomètres de la Mer Méditerranée et à une dizaine de kilomètres au nord de Béziers. Pailhès est relativement isolé de l'urbanisation, loin de toute zone commerciale et industrielle, ce qui en fait un village de campagne calme et rustique.

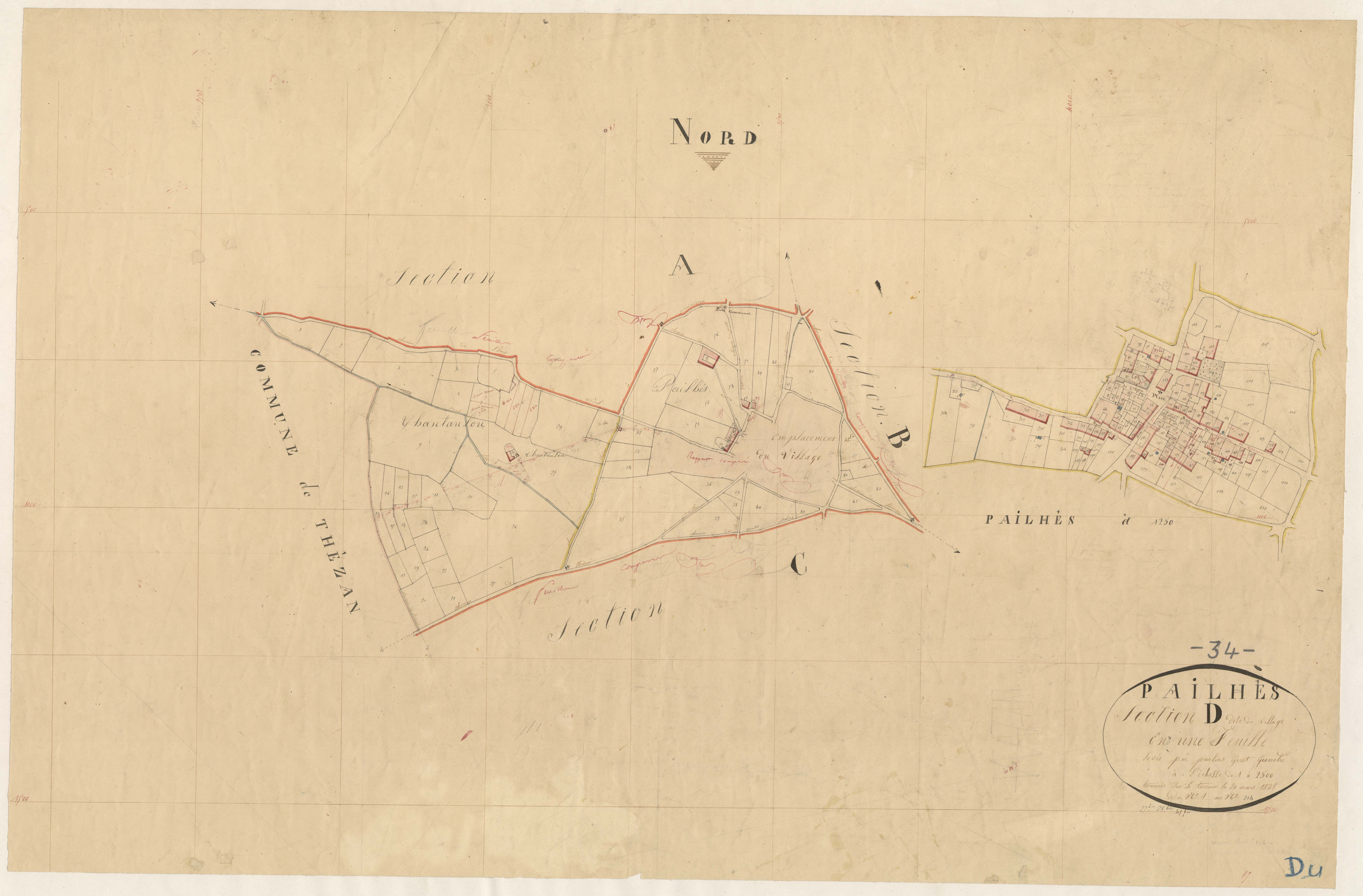
Cadastre napoléonien : plan de la section du village (1838).

|                     | Saint-Geniès-de-Fontedit |           |
| Murviel-lès-Béziers | Pailhès                  | Puimisson |
| Thézan-lès-Béziers  | Corneilhan               |           |

### Climat
Pour des articles plus généraux, voir Climat de l'Occitanie et Climat de l'Hérault.
En 2010, le climat de la commune est de type climat méditerranéen franc, selon une étude s'appuyant sur une série de données couvrant la période 1971-2000. En 2020, Météo-France publie une typologie des climats de la France métropolitaine dans laquelle la commune est exposée à un climat méditerranéen et est dans la région climatique  Provence, Languedoc-Roussillon, caractérisée par une pluviométrie faible en été, un très bon ensoleillement (2 600 h/an), un été chaud (21,5 °C), un air très sec en été, sec en toutes saisons, des vents forts (fréquence de 40 à 50 % de vents > 5 m/s) et peu de brouillards.
Pour la période 1971-2000, la température annuelle moyenne est de 14,3 °C, avec une amplitude thermique annuelle de 15,9 °C. Le cumul annuel moyen de précipitations est de 689 mm, avec 5,5 jours de précipitations en janvier et 2,7 jours en juillet. Pour la période 1991-2020, la température moyenne annuelle observée sur la station météorologique la plus proche, située sur la commune de Murviel-lès-Béziers à 4 km à vol d'oiseau, est de 15,1 °C et le cumul annuel moyen de précipitations est de 663,2 mm,. Pour l'avenir, les paramètres climatiques de la commune estimés pour 2050 selon différents scénarios d'émission de gaz à effet de serre sont consultables sur un site dédié publié par Météo-France en novembre 2022.

### Milieux naturels et biodiversité
Aucun espace naturel présentant un intérêt patrimonial n'est recensé sur la commune dans l'inventaire national du patrimoine naturel,,.

## Urbanisme

### Typologie
Au 1er janvier 2024, Pailhès est catégorisée petite ville, selon la nouvelle grille communale de densité à sept niveaux définie par l'Insee en 2022.
Elle est située hors unité urbaine. Par ailleurs la commune fait partie de l'aire d'attraction de Béziers, dont elle est une commune de la couronne,. Cette aire, qui regroupe 53 communes, est catégorisée dans les aires de 50 000 à moins de 200 000 habitants,.

### Occupation des sols
L'occupation des sols de la commune, telle qu'elle ressort de la base de données européenne d’occupation biophysique des sols Corine Land Cover (CLC), est marquée par l'importance des territoires agricoles (94 % en 2018), une proportion sensiblement équivalente à celle de 1990 (94,5 %). La répartition détaillée en 2018 est la suivante : 
cultures permanentes (84,9 %), zones agricoles hétérogènes (9,1 %), zones urbanisées (6 %). L'évolution de l’occupation des sols de la commune et de ses infrastructures peut être observée sur les différentes représentations cartographiques du territoire : la carte de Cassini (XVIIIe siècle), la carte d'état-major (1820-1866) et les cartes ou photos aériennes de l'IGN pour la période actuelle (1950 à aujourd'hui).

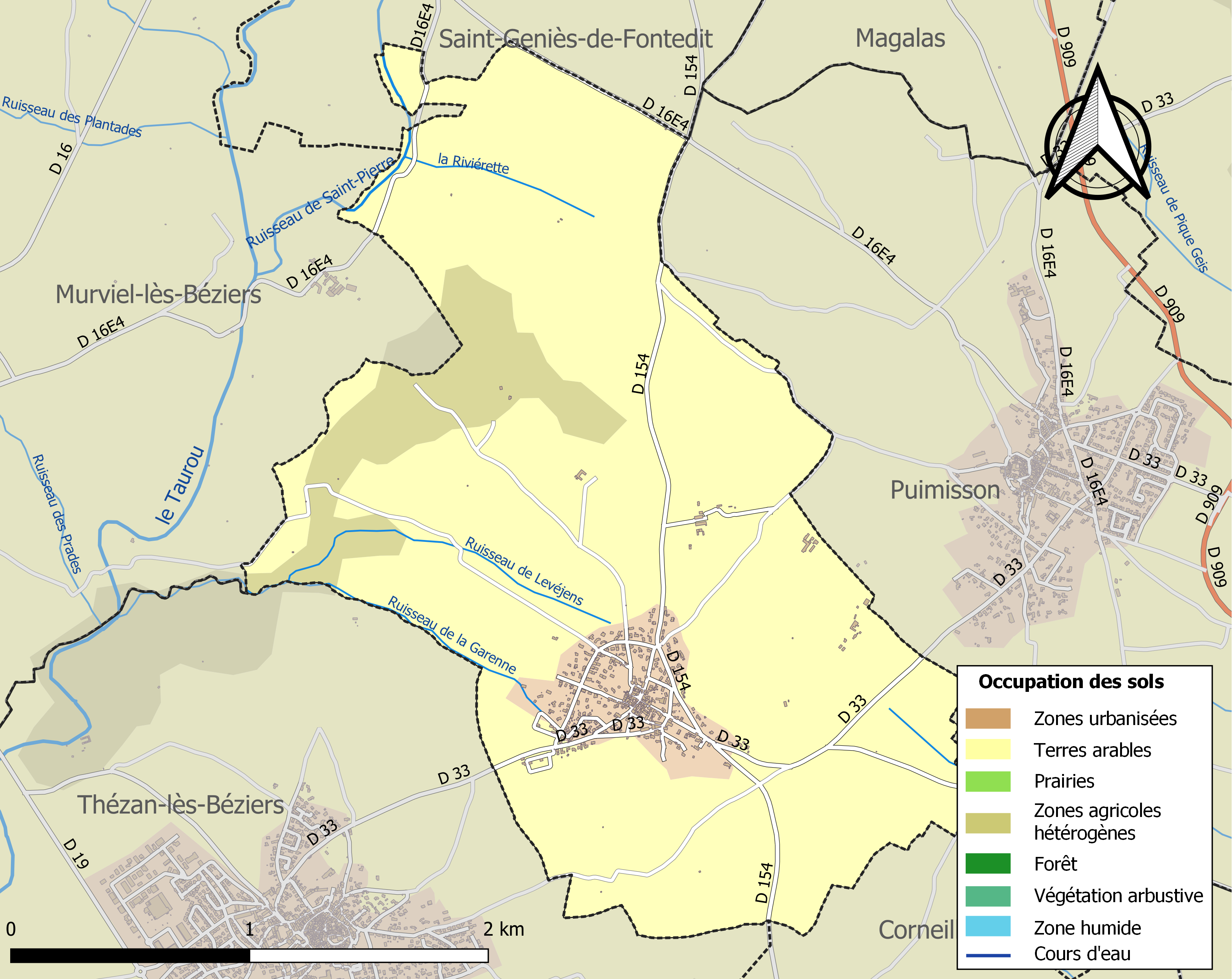
Carte des infrastructures et de l'occupation des sols de la commune en 2018 (CLC).

### Risques majeurs
Le territoire de la commune de Pailhès est vulnérable à différents aléas naturels : météorologiques (tempête, orage, neige, grand froid, canicule ou sécheresse), feux de forêts et séisme (sismicité faible). Il est également exposé à un risque technologique,  le transport de matières dangereuses. Un site publié par le BRGM permet d'évaluer simplement et rapidement les risques d'un bien localisé soit par son adresse soit par le numéro de sa parcelle.

#### Risques naturels
Pailhès est exposée au risque de feu de forêt. Un plan départemental de protection des forêts contre les incendies (PDPFCI) a été approuvé en juin 2013 et court jusqu'en 2022, où il doit être renouvelé. Les mesures individuelles de prévention contre les incendies sont précisées par deux arrêtés préfectoraux et s’appliquent dans les zones exposées aux incendies de forêt et à moins de 200 mètres de celles-ci. L’arrêté du 25 avril 2002 réglemente l'emploi du feu en interdisant notamment d’apporter du feu, de fumer et de jeter des mégots de cigarette dans les espaces sensibles et sur les voies qui les traversent sous peine de sanctions. L'arrêté du 11 mars 2013 rend le débroussaillement obligatoire, incombant au propriétaire ou ayant droit,.

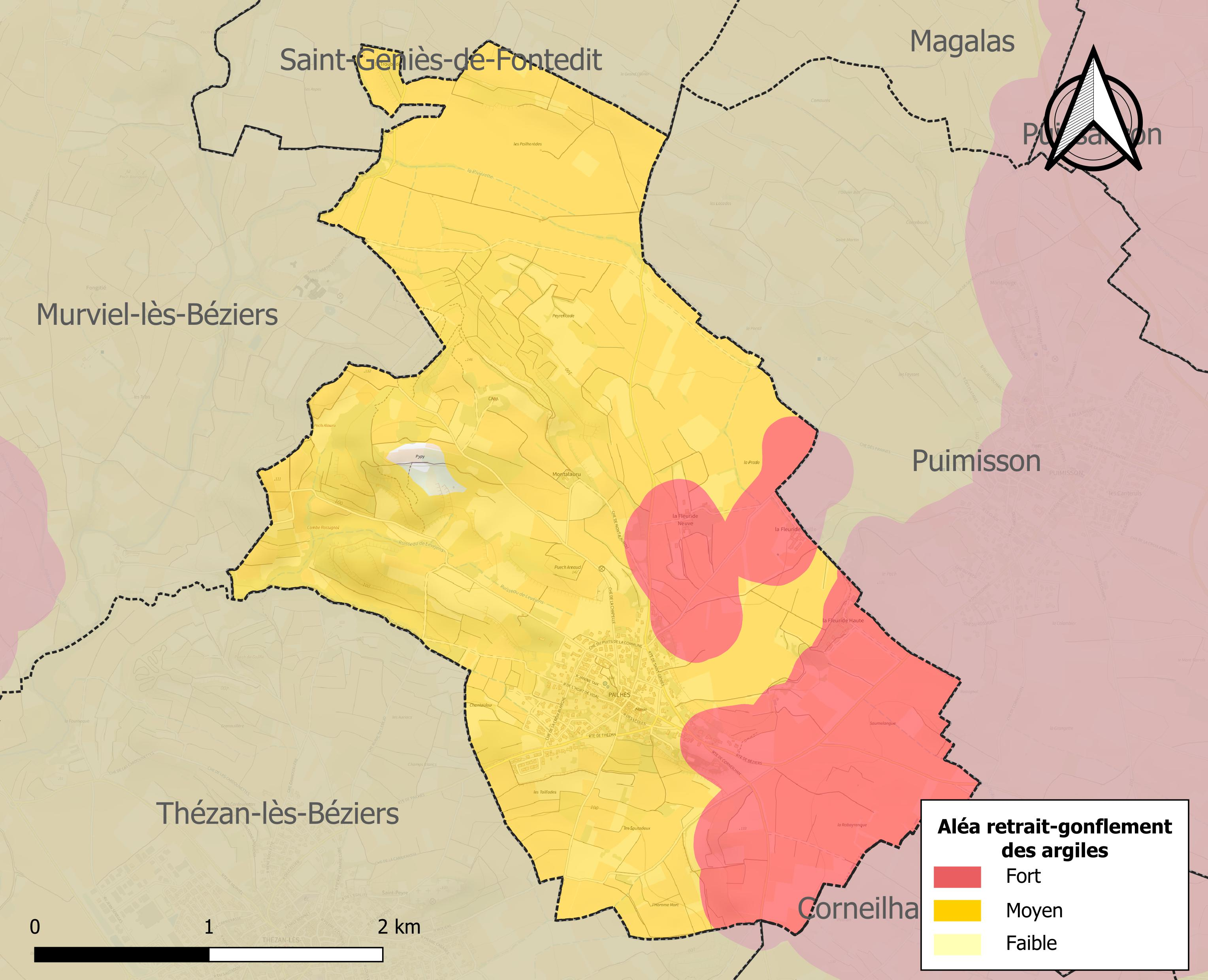
Carte des zones d'aléa retrait-gonflement des sols argileux de Pailhès.

Le retrait-gonflement des sols argileux est susceptible d'engendrer des dommages importants aux bâtiments en cas d’alternance de périodes de sécheresse et de pluie. 99,3 % de la superficie communale est en aléa moyen ou fort (59,3 % au niveau départemental et 48,5 % au niveau national). Sur les 274 bâtiments dénombrés sur la commune en 2019, 274 sont en aléa moyen ou fort, soit 100 %, à comparer aux 85 % au niveau départemental et 54 % au niveau national. Une cartographie de l'exposition du territoire national au retrait gonflement des sols argileux est disponible sur le site du BRGM,.
Par ailleurs, afin de mieux appréhender le risque d’affaissement de terrain, l'inventaire national des cavités souterraines permet de localiser celles situées sur la commune.
La commune a été reconnue en état de catastrophe naturelle au titre des dommages causés par les inondations et coulées de boue survenues en 1982, 1984, 1987, 1990, 1992, 1995, 1996, 2000, 2014 et 2019. 

#### Risques technologiques
Le risque de transport de matières dangereuses sur la commune est lié à sa traversée par des infrastructures routières ou ferroviaires importantes ou la présence d'une canalisation de transport d'hydrocarbures. Un accident se produisant sur de telles infrastructures est susceptible d’avoir des effets graves sur les biens, les personnes ou l'environnement, selon la nature du matériau transporté. Des dispositions d’urbanisme peuvent être préconisées en conséquence.

## Politique et administration
| Période   | Période   | Identité        | Étiquette | Qualité  |
| --------- | --------- | --------------- | --------- | -------- |
| 1947      | 1953      | René Belleville |           |          |
| 1953      | 1959      | Henri Sagnes    |           |          |
| 1959      | 1983      | Joseph Taïx     |           |          |
| 1983      | mars 2001 | Jean Laboucarie |           |          |
| mars 2001 | mars 2014 | Guy Roudier     |           |          |
| mars 2014 | En cours  | Robert Souque   | SE        | Retraité |

## Démographie
L'évolution du nombre d'habitants est connue à travers les recensements de la population effectués dans la commune depuis 1793. Pour les communes de moins de 10 000 habitants, une enquête de recensement portant sur toute la population est réalisée tous les cinq ans, les populations de référence des années intermédiaires étant quant à elles estimées par interpolation ou extrapolation. Pour la commune, le premier recensement exhaustif entrant dans le cadre du nouveau dispositif a été réalisé en 2005.

En 2022, la commune comptait 608 habitants, en évolution de +7,8 % par rapport à 2016 (Hérault : +7,49 %, France hors Mayotte : +2,11 %).
| 1793 | 1800 | 1806 | 1821 | 1831 | 1836 | 1841 | 1846 | 1851 |
| ---- | ---- | ---- | ---- | ---- | ---- | ---- | ---- | ---- |
| 160  | 183  | 240  | 290  | 303  | 253  | 316  | 306  | 284  |

| 1856 | 1861 | 1866 | 1872 | 1876 | 1881 | 1886 | 1891 | 1896 |
| ---- | ---- | ---- | ---- | ---- | ---- | ---- | ---- | ---- |
| 229  | 208  | 218  | 214  | 240  | 235  | 225  | 250  | 281  |

| 1901 | 1906 | 1911 | 1921 | 1926 | 1931 | 1936 | 1946 | 1954 |
| ---- | ---- | ---- | ---- | ---- | ---- | ---- | ---- | ---- |
| 307  | 281  | 296  | 334  | 278  | 330  | 316  | 299  | 230  |

| 1962 | 1968 | 1975 | 1982 | 1990 | 1999 | 2005 | 2006 | 2010 |
| ---- | ---- | ---- | ---- | ---- | ---- | ---- | ---- | ---- |
| 235  | 258  | 263  | 306  | 421  | 462  | 467  | 470  | 470  |

| 2015 | 2020 | 2022 | - | - | - | - | - | - |
| ---- | ---- | ---- | - | - | - | - | - | - |
| 548  | 571  | 608  | - | - | - | - | - | - |

## Économie

### Revenus
En 2018, la commune compte 247 ménages fiscaux, regroupant 558 personnes. La médiane du revenu disponible par unité de consommation est de 23 290 € (20 330 € dans le département).

### Emploi
|                | 2008   | 2013   | 2018  |
| -------------- | ------ | ------ | ----- |
| Commune        | 5,7 %  | 7,5 %  | 8,7 % |
| Département    | 10,1 % | 11,9 % | 12 %  |
| France entière | 8,3 %  | 10 %   | 10 %  |

En 2018, la population âgée de 15 à 64 ans s'élève à 320 personnes, parmi lesquelles on compte 80,7 % d'actifs (72 % ayant un emploi et 8,7 % de chômeurs) et 19,3 % d'inactifs,. Depuis 2008, le taux de chômage communal (au sens du recensement) des 15-64 ans est inférieur à celui de la France et du département.
La commune fait partie de la couronne de l'aire d'attraction de Béziers, du fait qu'au moins 15 % des actifs travaillent dans le pôle,. Elle compte 52 emplois en 2018, contre 37 en 2013 et 37 en 2008. Le nombre d'actifs ayant un emploi résidant dans la commune est de 237, soit un indicateur de concentration d'emploi de 22 % et un taux d'activité parmi les 15 ans ou plus de 56,1 %.
Sur ces 237 actifs de 15 ans ou plus ayant un emploi, 40 travaillent dans la commune, soit 17 % des habitants. Pour se rendre au travail, 91,6 % des habitants utilisent un véhicule personnel ou de fonction à quatre roues, 2,9 % s'y rendent en deux-roues, à vélo ou à pied et 5,5 % n'ont pas besoin de transport (travail au domicile).

### Activités hors agriculture

#### Secteurs d'activités
45 établissements sont implantés  à Pailhès au 31 décembre 2019. Le tableau ci-dessous en détaille le nombre par secteur d'activité et compare les ratios avec ceux du département,.
| Secteur d'activité                                                                                        | Commune | Commune | Département |
| Secteur d'activité                                                                                        | Nombre  | %       | %           |
| --- | ------- | ------- | ----------- |
| Ensemble                                                                                                  | 45      | 100 %   | (100 %)     |
| Industrie manufacturière, industries extractives et autres                                                | 5       | 11,1 %  | (6,7 %)     |
| Construction                                                                                              | 13      | 28,9 %  | (14,1 %)    |
| Commerce de gros et de détail, transports, hébergement et restauration                                    | 6       | 13,3 %  | (28 %)      |
| Information et communication                                                                              | 1       | 2,2 %   | (3,3 %)     |
| Activités financières et d'assurance                                                                      | 3       | 6,7 %   | (3,2 %)     |
| Activités immobilières                                                                                    | 2       | 4,4 %   | (5,3 %)     |
| Activités spécialisées, scientifiques et techniques et activités de services administratifs et de soutien | 9       | 20 %    | (17,1 %)    |
| Administration publique, enseignement, santé humaine et action sociale                                    | 3       | 6,7 %   | (14,2 %)    |
| Autres activités de services                                                                              | 3       | 6,7 %   | (8,1 %)     |

Le secteur de la construction est prépondérant sur la commune puisqu'il représente 28,9 % du nombre total d'établissements de la commune (13 sur les 45 entreprises implantées  à Pailhès), contre 14,1 % au niveau départemental.

#### Entreprises et commerces
Les deux entreprises ayant leur siège social sur le territoire communal qui génèrent le plus de chiffre d'affaires en 2020 sont : 
- MOB Renovations., travaux de maçonnerie générale et gros œuvre de bâtiment (273 k€)
- Zig Zag Sport, commerce de gros (commerce interentreprises) de fournitures et équipements industriels divers (180 k€)

### Agriculture
La commune est dans le « Soubergues », une petite région agricole occupant le nord-est du département de l'Hérault. En 2020, l'orientation technico-économique de l'agriculture  sur la commune est la viticulture.
|               | 1988 | 2000 | 2010 | 2020 |
| ------------- | ---- | ---- | ---- | ---- |
| Exploitations | 25   | 26   | 17   | 16   |
| SAU (ha)      | 243  | 220  | 213  | 245  |

Le nombre d'exploitations agricoles en activité et ayant leur siège dans la commune est passé de 25 lors du recensement agricole de 1988  à 26 en 2000 puis à 17 en 2010 et enfin à 16 en 2020, soit une baisse de 36 % en 32 ans. Le même mouvement est observé à l'échelle du département qui a perdu pendant cette période 67 % de ses exploitations,. La surface agricole utilisée sur la commune est restée relativement stable, passant de 243 ha en 1988 à 245 ha en 2020. Parallèlement la surface agricole utilisée moyenne par exploitation a augmenté, passant de 10 à 15 ha.

## Culture locale et patrimoine

### Lieux et monuments
- L'ancien château ;
- L'Église Saint-Étienne de Pailhès, avec des fresques dues à Nicolas Greschny.
- La chapelle de l'Immaculée-Conception de Montalauru, dédiée à l'Immaculée Conception, datant de 1855[26].

### Héraldique
|  | Les armoiries de Pailhès se blasonnent ainsi : De sable, au sautoir losangé d'or et de sinople. |